# María Ugarte
María Ugarte España (22 tháng 2 năm 1914, Segovia,Tây Ban Nha - Ngày 04 tháng 3 năm 2011, Santo Domingo, Cộng hòa Dominica) là một nhà báo, nhà văn, viện sĩ, nhà sử học và cổ tự học gia người Tây Ban Nha -Dominica. Ugarte là người phụ nữ đầu tiên làm nhà báo ở Cộng hòa Dominican, và cũng là người phụ nữ đầu tiên trở thành thành viên của Học viện Lịch sử Dominican.

## Tiểu sử
María Ugarte được sinh ra ở Segovia, Old Castile, Tây Ban Nha, với cha là Comdt. Jerónimo de Ugarte Roure, một người lính xứ Basque đã trở thành thống đốc dân sự của Zamora trong chu kì 2 năm của Cộng hòa thứ hai. Bà là học sinh của Antonio Machado và Ortega y Gasset, và là bạn học của Julián Marías.
Ugarte España có bằng Triết học và Văn học (1935) tại Đại học Trung tâm Madrid (nay là Đại học Complutense Madrid), chuyên ngành Khoa học Lịch sử và là trợ lý giáo sư của nhà sử học Pío Zabala (1934 - 1936).
Tại trường đại học, bà đã gặp Constantino Brusíloff (b. Constantin Alekseievich Brusiloff-Nigehorodzeff, Saint Petersburg, 1895 - Caracas, 1977), một người lưu vong Nga, cựu chiến binh của Chiến tranh thế giới thứ nhất (và cũng là cựu chiến binh trong cuộc Nội chiến Tây Ban Nha). Họ kết hôn và có một cô con gái Carmen.
Tình hình chính trị ở đất nước bùng nổ cuộc nội chiến và sự trỗi dậy của Franco, buộc họ phải trốn đi lưu vong ở Cộng hòa Dominican, nơi họ đến vào đầu tháng 2 năm 1940. Lúc đầu, Ugarte làm việc tại Ban Thư ký Ngoại giao; Bà cũng tiếp tục dạy tiếng Tây Ban Nha cho những người tị nạn trong Thế chiến II ở Sosúa, ở miền bắc Cộng hòa Dominican.
Trong khoảng thời gian từ tháng 6 đến tháng 11 năm 1943, bà đã giảng dạy tại Đại học Santo Domingo, khóa học đầu tiên về Khoa học lưu trữ được tổ chức tại Cộng hòa Dominica. Bà đã lập Chỉ số Bản tin đầu tiên của Lưu trữ Tổng quát về Quốc gia, được xuất bản năm 1947. Trong những năm 1940, Ugarte đã phát hiện ra một thư mục khổng lồ về các tài liệu thuộc địa, trong số đó, Lưu trữ Hoàng gia Bayaguana. Đến năm 1945, Brusíloff và Ugarte ly dị và chuyển đến Venezuela.
Vào tháng 4 năm 1948, Ugarte bắt đầu sự nghiệp với tư cách là nhà báo trên tờ El Caribe, được mời bởi biên tập viên quản lý của tờ Mr.Rafael Herrera; tại El Caribe bà là trợ lý biên tập, giám đốc bổ sung văn hóa (1963 - 1998), và giám đốc bổ sung và làm việc tại đó cho đến khi bà nghỉ hưu vào năm 2000. Năm 1950, bà kết hôn cùng tài sản riêng với người chăn nuôi gia súc Jose Antonio Jiménez Álvarez.

## Tác phẩm
- Origen de lasiverseidades y de los títulos académicos [8]
- Monumentos coloniales (1977) [11]
- La Catedral de Santo Domingo, Primada de América (1992) [11]
- Iglesias, capillas y ermitas coloniales (1995) [11]
- Estampas coloniales (1998) [11]
- Prats Ventós, 1925 Từ1999 (2002) [11]